# Televisione via cavo in Italia
La televisione via cavo in Italia ha cominciato a diffondersi, sebbene in modo non notevole, a partire dagli anni 1970.

## Storia
Con l'inizio di un ciclo regolare di trasmissioni televisive in Italia, nel 1954, l'esercizio di queste trasmissioni è riservato allo Stato, che lo dà in concessione alla Rai, società pubblica, già monopolista della radiodiffusione. Intorno al 1970 iniziano i tentativi di interconnettere uno studio televisivo con le abitazioni private tramite cavo coassiale, in particolare a Torino e a Napoli. Le prime emittenti del tipo furono Telebiella e Telediffusione Italiana Telenapoli che nacquero per pura iniziativa privata poiché la normativa del tempo di cui al Regio Decreto 27 febbraio 1936, n. 645 non prevedeva concessioni televisive per la diffusione di trasmissioni via cavo.
La legge legge 14 aprile 1975, n. 103 ribadì la riserva statale della diffusione di programmi radiofonici e televisivi; successivamente dopo le liberalizzazioni nei primi anni 1990 Telecom avviò un servizio sperimentale chiamato Progetto Socrate che avrebbe portato nelle abitazioni la tv via cavo e i servizi internet tramite fibra ottica con cavo coassiale per l'ultimo miglio. Il progetto venne accantonato di fronte alla esorbitante spesa di posa dei cavi e allo sviluppo della tecnologia ADSL. Il servizio di TV via cavo fu comunque fornito a tutte le case già cablate dalla rete del Progetto Socrate, grazie alla quale venne trasmesso il bouquet Stream in tecnologia DVB-C fino al 2003.
All'inizio di ottobre 2006 il gigante mondiale Sky del magnate australiano Rupert Murdoch ha stretto una alleanza commerciale con Fastweb: agli utenti internet di Fastweb sono stati offerti i canali della piattaforma Sky prima disponibili solo tramite TV satellitare e in cambio Sky offre ai suoi clienti nuovi servizi, come le comunicazioni telefoniche non veicolate da Telecom. Durante il 2008, tre importanti providers Internet nazionali, Telecom, Tiscali e Infostrada hanno lanciato i loro servizi IPTV, contribuendo quindi alla diffusione su scala nazionale della TV via ADSL in Italia.

## Elenco delle emittenti attive tra il 1966 ed il 1974
- Telediffusione Italiana Telenapoli (data inizio trasmissioni: 1966. Registrata con atto notarile il 17 dicembre 1970)
- Telebiella (data inizio trasmissioni: 20 aprile 1971. Registrata in tribunale il 30 aprile 1971 come "Telebiella A-21 Tv, giornale periodico a mezzo video")
- Telelaser Salerno (data inizio trasmissioni: dicembre 1970)
- Telegenova
- Tele Ivrea
- Tele Alessandria
- Tele Vercelli
- Canale 3 (Inizio trasmissioni: settembre 1973. Sede: Torino. Direttore: Renato Tagliani)
- Telemilanocavo
- Telereggio
- TeleVeneto
  - Filiazioni: TeleVenezia, TeleBelluno, TelePadova, TeleRovigo, TeleMestre, TeleVerona, TeleVicenza, TeleTreviso.
- Tele Udine
- Tele Bologna
- Tele Ravenna (inizio trasmissioni nel 1975; dal 1976 passò alle trasmissioni via etere)[1]
- Teleromagna cavo a Forlì (inizio trasmissioni nel 1973; dal 1976 passò alle trasmissioni via etere)[2]
- Tele Rubicone cavo (data inizio trasmissioni: 1º settembre 1974; dal 1976 passò alle trasmissioni via etere)[3]
- Video Giornale Adriatico (VGA) TeleRimini
- TeleAncona-Conero 3
- TeleFirenze
- Tele Piombino - Costa Etrusca TV
- TeleRomacavo
- Telecolor TVP di San Benedetto del Tronto
- TeleAbruzzo
  - Filiazioni: TelePescara e TeleChieti.
- Telebari
- TeleFoggia
- EuroTele Crotone Libera
- Telereggiocalabria - Video Fata Morgana
- Tele Messina
- Telenissa
- Tele Palermo
- TeleVisione Cavo Siracusa
- TeleSassari